# Carl Triebel

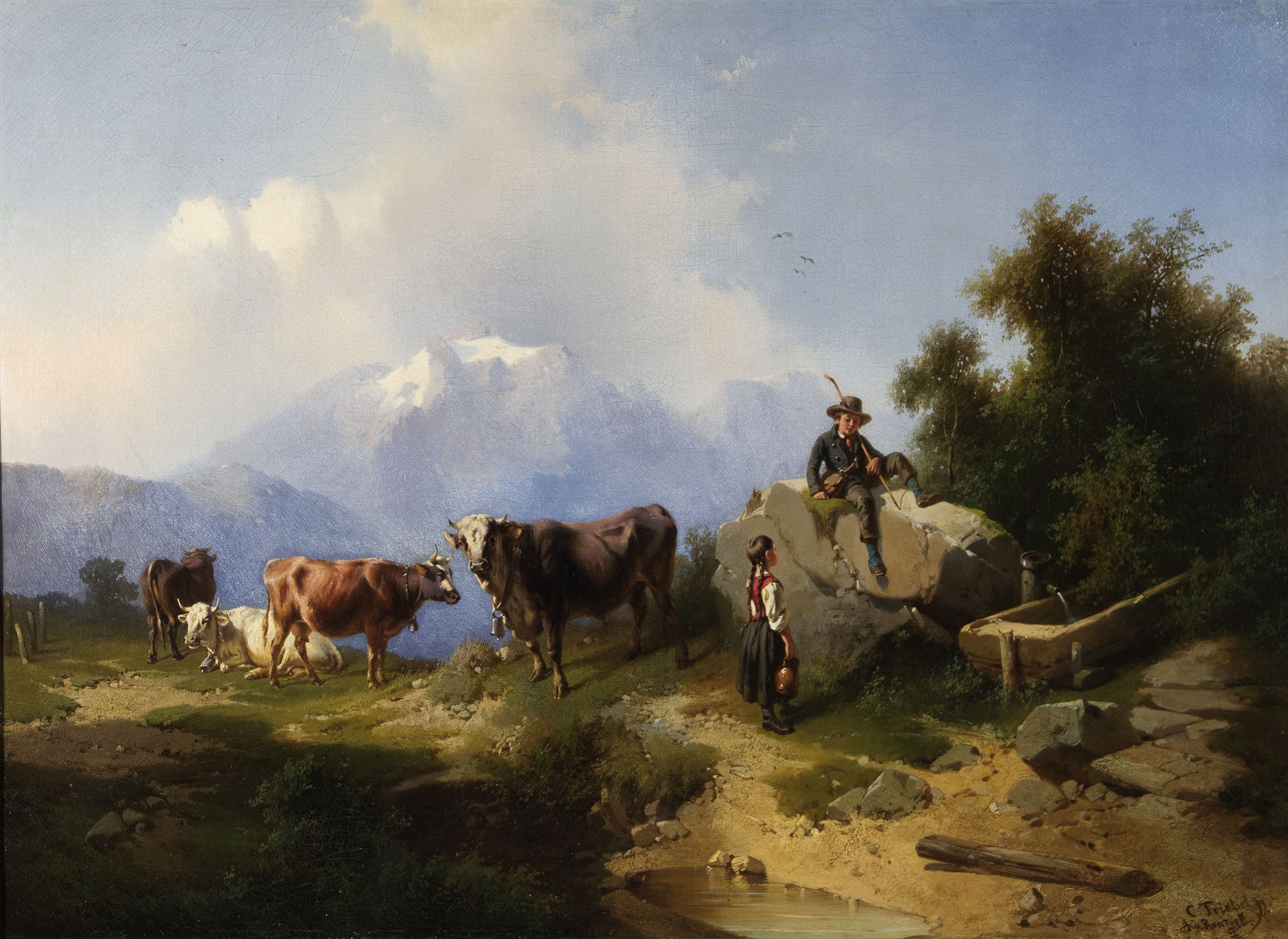
Carl Triebel: Almvieh im Hochgebirge

Carl Triebel (* 4. März 1823 in Dessau; † 16. September 1885 in Wernigerode) war ein deutscher romantischer Landschafts- und Architekturmaler sowie Radierer.

## Leben
Triebel wuchs in der anhaltischen Residenzstadt Dessau auf, wo er Schüler von Johann Heinrich Beck war, besuchte die Königliche Akademie in Berlin und wurde dort Professor. Triebel war ein Schüler im Atelier von Carl Schulz. Er unternahm zahlreiche Reisen durch Deutschland, die Schweiz, Tirol und Oberitalien, auf denen er Naturstudien betrieb. Seit 1842 lieferte er seine Malereien hauptsächlich an Ausstellungen der Berliner Akademie. Sein Grab befindet sich auf dem St.-Marien- und St.-Nikolai-Friedhof I im Berliner Ortsteil Prenzlauer Berg. Die Plastik aus Marmor auf der Grabstätte, mit dem Titel „Trauernde Frau an ein Kreuz gelehnt“, wurde von seinem Schwiegersohn, dem Bildhauer Hermann Kokolsky, geschaffen, dessen Ehegattin Adelheid Margaretha Kokolsky geb. Triebel (1852–1893) im gleichen Grab bestattet wurde.
Radierungen
- Katharina Diez: Ostermorgen eines Küsters. Diesterweg u. Kalisch, Berlin 1847 urn:nbn:de:hbz:061:2-151.